# Sternacanthus picticornis
Sternacanthus picticornis là một loài bọ cánh cứng trong họ Cerambycidae.